# 앨러데일

앨러데일의 위치

앨러데일(영어: Allerdale)은 잉글랜드 컴브리아주에 위치한 비도시 자치구로 중심 도시는 워킹턴이며 인구는 96,471명(2014년 기준), 면적은 1,242km2이다.